# Magyar állampolgárság
A magyar állampolgárság születéssel, honosítással vagy visszahonosítással és családjogi tények alapján keletkezhet.
A magyar állampolgárság keletkezésének alapelveit az Alaptörvény G) cikke, míg részletes szabályait a magyar állampolgárságról szóló 1993. évi LV. törvény (szokásos rövidítéssel Ápt.) állapítja meg.

## A lakosság fogalmának alkotmányjogi értelmezése
- szűkebb értelemben a lakosságot a magyar állampolgárok alkotják, akiket tartózkodási helyüktől függetlenül sajátos jogi helyzet illet meg, a magyar állampolgárok az úgynevezett státuszjogokat élvezik.
- tágabb értelemben a lakosság kiegészül a magyar állampolgárok mellett a bevándoroltakkal és a menekültekkel, akik a Magyarországon tartózkodó külföldiek közül a lakcímnyilvántartás hatálya alatt állnak.

A magyar állampolgárság fogalmát a magyar állampolgársági törvény (Ápt.) formai értelemben (a korábbiakkal megegyezően) az állampolgárok körébe való bekerülés módjának felsorolásával határozza meg: „Magyar állampolgár az, aki e törvény hatálybalépésekor magyar állampolgár, továbbá az, aki az Alaptörvény vagy e törvény erejénél fogva magyar állampolgárrá válik, vagy e törvény alapján magyar állampolgárságot szerez, amíg állampolgársága nem szűnik meg. " [2. § (1) bek.]

## Az állampolgárság szabályozásának elvei
- A leszármazás elve – (Magyarország a területi elvvel szemben, a vérségi elvet követi: az állampolgárság a felmenők állampolgársága alapján keletkezik.)
- Egyenjogúság elve (ne legyen különbség aszerint, hogy a gyerek házasságon belül, vagy kívül született, illetve az anya és apa jogállása között)
- Család egységének elve
- Diszkrecionalitás elve (a magyar állampolgárságról való döntés az állam sajátos, kizárólagos jogköre: a honosítás nem jár alanyi jogon, arról egyedileg dönt az állam.)
- Hontalanság kiküszöbölésének az elve
- Visszaható hatály tilalma (kivéve, ha kedvezőbb)

## Állampolgárság keletkezése és megszerzése
Az állampolgárság létrejöhet: Keletkezéssel és megszerzéssel. 
Keletkezés esetei: Születés és családjogi tények (ez a kettő a leszármazás elvén alapul, amely a magyar jogban főszabály), valamint a jogalkotó által felállított vélelem alapján. Ezzel szemben a megszerzéssel jön létre az állampolgárság a következő esetekben: Honosítás (ennek van kedvezményes változata is), visszahonosítás és nyilatkozattétel eseteiben.

### Születéssel
- „Születésénél fogva magyar állampolgárrá válik a magyar állampolgár gyermeke".
- A nem magyar állampolgár szülő gyermekének magyar állampolgársága a születés napjára visszaható hatállyal keletkezik, ha magyar állampolgár és a gyermek közötti leszármazáson alapuló egyenes ági rokoni kapcsolat a gyermek születését követően jön létre.
- A következő pont egy vélelmen alapul, a területi elv alapján. Ez a keletkezés másik kategóriája!
- A gyermekek védelmében, a hontalanság megelőzésére a magyar állampolgárságot a törvény vélelmezi: „Ellenkező bizonyításig magyar állampolgárnak kell tekinteni:

– a Magyarországon lakóhellyel rendelkező hontalan szülők Magyarországon született gyermekét
– az ismeretlen szülőktől származó, Magyarországon talált gyermeket.

### Családjogi tények alapján
- az apaság és/vagy az anyaság bírói megállapításával, vagy
- a teljes hatályú apai elismerés, vagy a szülők utólagos házasságkötése által.

### Honosítással
Ehhez az öt feltételhez köti az Ápt.:
a) nyolc éven keresztül folyamatosan Magyarországon kell lakni (kiskorú tekintetében ettől el lehet térni, ha az állampolgárságot a szülővel együtt kéri, illetve azt a szülő már megszerezte),
b) a magyar jog szerinti büntetlen előélethez (a kérelmező magyar bíróság előtt büntetőeljárás alatt sem állhat),
c) magyarországi megélhetés és lakóhely biztosítottságához,
d) honosítása Magyarország köz- és nemzetbiztonságát nem sérti,
e) igazolja, hogy magyar nyelven alkotmányos alapismeretekből eredményes vizsgát tett, vagy azt, hogy ez alól a kötelezettség alól a törvény szerint mentesül.

### Kedvezményes honosítással
Öt évre csökken a helyben lakás követelménye, a honosítás b)-e) pontjaiban meghatározott feltételek fennállása esetén, , ha
- Magyarország területén született;
- kiskorúsága idején létesített Magyarországon lakóhelyet.

Három évre csökken a helyben lakás követelménye, a honosítás b)-e) pontjaiban meghatározott feltételek fennállása esetén, ha
- magyar állampolgárral legalább három éve érvényes házasságban él, vagy házassága a másik fél halálával szűnt meg;
- kiskorú gyermeke magyar állampolgár;
- magyar állampolgár fogadta örökbe; illetve
- Magyarországon menekült státuszú, vagy
- hontalan.

Nem szükséges a magyarországi lakhatás:
A magát magyar nemzetiségűnek valló nem magyar állampolgár, akinek felmenője magyar állampolgár volt, vagy magyar származását valószínűsíti és magyar nyelvtudását igazolja, ha a honosítás b) és d) pontjában felsorolt feltételeknek megfelel, kedvezményesen honosítható.
Bizonyos esetekben a köztársasági elnök az állampolgársági ügyekért felelős miniszter javaslatára további kedvezményt adhat a honosítás tekintetében (ld. Ápt. 4. § (7) bek.)

### Visszahonosítással
Míg honosítást a nem magyar, addig visszahonosítást csak volt magyar állampolgár kérhet, ha a honosítás b) és d) pontjainak feltételeit teljesíti, magyar nyelvtudását igazolja.

### Nyilatkozattétel alapján
Ennek értelmében a köztársasági elnökhöz címzett írásbeli nyilatkozattal alanyi jogon visszaszerezheti magyar állampolgárságát az, akit 1945. szeptember 15-e és 1990. május 2-a között ettől megfosztottak, illetve akit e kötelékből elbocsátottak. A nyilatkozat elfogadása esetén az állampolgársági ügyekben eljáró szerv állampolgársági bizonyítványt állít ki. A nyilatkozattevő magyar állampolgársága a nyilatkozattétel napjától keletkezik.

### Házasságkötéssel
Jelenleg a honosítás kedvezményes megszerzésének egyik lehetséges útja.
Kedvezményesen honosítható az, aki a honosítás b) és d) pontjaiban meghatározott feltételeknek megfelel, magyar nyelvtudását igazolja és
- 10 éve magyar állampolgárral él érvényes házasságban, vagy
- 5 éve magyar állampolgárral él érvényes házasságban és közös gyermekük született.

## A magyar állampolgárság megszűnése
- Lemondás – a lemondásról szóló nyilatkozat elfogadásának feltételei a hontalanság kiküszöbölése végett következők:

1. Igazolja a már megszerzett, vagy valószínűleg megszerzendő külföldi állampolgárságát, és
2. a személyiadat- és lakcímnyilvántartásban nem szerepel, vagy Magyarország területét külföldön történő letelepedés szándékával elhagyta vagy külföldön élő magyar állampolgárként nincs bejelentett, érvényes tartózkodási helye Magyarországon.

A lemondás elfogadásától számított három éven belül kérheti magyar állampolgárságának visszaállítását az, aki nem szerzett külföldi állampolgárságot.
- Visszavonással – az állampolgárság visszavonása a születéssel keletkezett magyar állampolgárság esetén nem értelmezhető. Feltételekkel és mérlegelési jog alapján alkalmazható az ellen a személy ellen, aki magyar állampolgárságát a jogszabályok megszegésével szerezte meg; e körben jogszabályszegésnek számít: a hamis adatok közlése valamint az adatok és tények elhallgatásával a hatóság félrevezetése. A honosítás visszavonása időtartamhoz is kötött; a jogszabálysértés bizonyítása ellenére sincs helye a visszavonásnak, ha az állampolgárság megszerzésétől számított tíz év már eltelt.

Az állampolgárság visszavonásáról a miniszter előterjesztésére alapján a köztársasági elnök dönt, és a döntést a Magyar Közlönyben is közzé kell tenni. A magyar állampolgárság a határozat közzététele napján szűnik meg. Az állampolgársági ügyekben eljáró szerv ténymegállapító határozata ellen bírói jogorvoslatra nyílik lehetőség.